# Eustala smaragdinea
Eustala smaragdinea là một loài nhện trong họ Araneidae.
Loài này thuộc chi Eustala. Eustala smaragdinea được Władysław Taczanowski miêu tả năm 1878.